# Great Debasement

Le roi d'Angleterre Henri VIII, acteur de la grande dévaluation

Le Great Debasement, ou grande dévaluation de la monnaie en circulation, a été opéré en 1543 en Angleterre, sous Henri VIII d'Angleterre. Son mode de vie ostentatoire et les guerres contre la France sont deux raisons de la grande dévaluation.
La proportion d'argent que les pièces contenaient ayant été progressivement divisée par quatre en huit ans, pour tomber à seulement un quart en 1551, ce qui provoqua ensuite une vague d'inflation, la sortie d'Angleterre des pièces d'or, et la Crise monétaire anglaise des années 1550. 

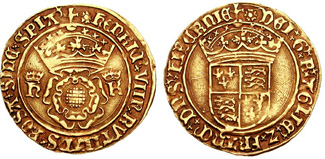
Pièce de monnaie anglaise, objet de la grande dévaluation sous le règne du roi Henri VIII

Le métal monétaire utilisé contenait 11 onces et deux fractions d'argent métal en 1543 pour 12 once de métal monétaire. En 1551, ce n'était plus 3 once d'argent pur, soit une dévaluation de 75 % environ.
L'arrivée au pouvoir en 1560 de la reine Élisabeth Ire d'Angleterre et de son ministre des finances Thomas Gresham se traduisit par un retour aux parités d'avant, dans l'espoir de juguler l'inflation et même de faire baisser les prix, qui « avaient doublé ou triplé en quelques années », selon l'historien Fernand Braudel.